# Extensões do AFI
As extensões do AFI são uma série de símbolos e diacríticos usados para a transcrição fonética de distúrbios da fala.